# Cysec
Die Cyprus Securities and Exchange Commission (CySEC) ist die zypriotische staatliche Finanzaufsichtsbehörde. Sie wurde 2004 nach dem Beitritt zur EU zur Kontrolle der Nationalbank und des Finanzsystems gegründet, das zuvor als Steueroase bekannt war.

## Geschichte
Die CySEC wurde 2004 nach dem Beitritt Zyperns zur EU gegründet. 2008 wurde in Zypern der Euro eingeführt, weshalb die EZB unabhängige Prüfer sowohl zur Kontrolle der zypriotischen Nationalbank als auch zur Kontrolle des Finanzsystems eingesetzt hat. Diese Prüfer stellte bis 2012 die Firma Pricewaterhouse Coopers im Auftrag der CySEC. Ein weiterer Grund für die Gründung der CySEC war, dass Zypern früher ein Steuerparadies ähnlich wie die Cayman-Inseln war und versucht diesen Ruf wettzumachen, was jedoch zu Standortwechseln von vielen Brokern führt, die zuvor ihre Geschäfte aufgrund der günstigen Steuerlage in Zypern abgewickelt hatten.

## Aufgaben
Als zypriotische Finanzaufsichtsbehörde ist die CySEC für die Kontrolle der Börse des Landes zuständig. Gerade im Zusammenhang mit dem EU-Beitritt des Landes wurde eine massive Regulierung des Finanzmarktes notwendig, bei der die CySEC eine entscheidende Rolle übernahm. Darüber hinaus fällt aber auch die Kontrolle von Online Brokern, Investmentfirmen oder anderen Unternehmen aus dem Finanzsektor in den Aufgabenbereich der Behörde. Für den Eintritt im Finanzmarkt muss das jeweilige Unternehmen bestimmte Anforderungen und Standards erfüllen. Ergänzend werden auch die laufenden Tätigkeiten von der zypriotischen Behörde überwacht. Damit ein Unternehmen eine derartige Kontrolle durch die Behörde auch belegen kann, werden offizielle Lizenzen vergeben. Sollten die Finanzdienstleister gegen die Regelungen oder Vorgaben der CySEC verstoßen, kann die Behörde auch Strafen aussprechen. Hierbei kann es sich um kleinere Strafen wie zum Beispiel die Zahlung von Geldern handeln, wobei gleichzeitig aber auch ein Entzug der Lizenz möglich ist.

## Chefs
Der Chef der Behörde ist Demetra Kalogerou, ihr Stellvertreter ist Andreas Andreou. Kalogerou hat den Vorsitz der CySEC seit dem 15. September 2011 inne, ihr Stellvertreter ist seit dem 28. September 2011 im Amt.